# Abd-as-Sàmad (nom)
Abd-as-Sàmad és un nom masculí teòfor àrab islàmic (àrab: عبد الصمد, ʿAbd as-Samad) que literalment significa ‘Servidor de l'Etern’, essent «l'Etern» un dels epítets de Déu. Si bé Abd-as-Sàmad és la transcripció normativa en català del nom en àrab clàssic, també se'l pot trobar transcrit Abdul Samad... normalment per influència de la pronunciació dialectal o seguint altres criteris de transliteració. Com a teòfor, també el duen molts musulmans no arabòfons que l'han adaptat a les característiques fòniques i gràfiques de la seva llengua.
Vegeu aquí personatges i llocs que duen aquest nom.